# Philostorgius
Philostorgius (368 – 433) byl učenec období pozdní antiky, který se hlásil k arianismu, směru, který zpochybňoval trojjedinost Boha otce a Krista a byl uznán ranými křesťany jako hereze (kacířství).
O jeho životě máme velmi málo informací. Narodil se v Borissu v Kappadokii a později žil v Konstantinopoli. Napsal historii ariánského schizmatu pod názvem „Dějiny církve“. Tato práce se však nedochovala, ale její pasáže jsou obsaženy v díle Fótiově.